# 危険な約束
『危険な約束』（きけんなやくそく、原題：위험한 약속）は、2020年韓国のテレビドラマ。KBS第2テレビジョンで放送された。全104話。

## 概要
このテレビドラマは自分の正義感で全てを失い、慕う男性にも裏切られ復讐を決心する女性を中心に繰り広げる内容である。2020年3月30日から同年8月28日にかけて韓国放送公社のKBS第2テレビジョンで放送された。
日本では2020年9月30日から2021年4月1日までKBSワールドで初めて放送され、2021年10月にDVDのレンタルがTSUTAYAで開始された。

## 出演
チャ・ウンドン：パク・ハナ
主人公。女子高校生→受刑者→スタイリスト。正義感の強いトラブルメーカー。
カン・テイン：コ・セウォン
Fスポーツグループ理事。
チェ・ジュニョク：カン・ソンミン
Fスポーツグループ法務チーム長。
オ・ヘウォン：パク・ヨンリン
韓国病院外科医。
ハン・ジフン：イ・チャンウク
Fスポーツグループ会長の息子。

## スタッフ
- 演出：キム・シニル
- 脚本：マ・ジュヒ
- 制作：KBS、 MEGA MONSTER (カカオエンターテインメント)